# Gare de Morat
La gare de Morat (Murten en Allemand ou Murten/Morat selon les CFF) est une gare ferroviaire située sur le territoire de la commune suisse de Morat dans le canton de Fribourg.

## Situation ferroviaire
Établie à 453 mètres d'altitude, la gare de Morat est située au point kilométrique 76,5 de la ligne Palézieux - Lyss, entre les gares de Faoug (en direction de Palézieux) et Muntelier-Löwenberg (en direction de Lyss).
Elle est dotée de trois quais entourant quatre voies ainsi que deux voies de service supplémentaires.

## Histoire
La gare a été inaugurée en 1876 lors de la mise en service de la ligne de la Broye longitudinale entre Chiètres et Palézieux. À cette ligne s'est rajoutée le chemin de fer Fribourg–Morat–Anet (FMA) mis en service en 1898.

## Service des voyageurs

### Accueil
Gare des CFF, elle est dotée d'un bâtiment voyageurs avec un guichet du BLS ainsi que de distributeurs automatiques de titres de transport. La gare est accessible aux personnes à mobilité réduite.
À côté de la gare se trouve également un parking-relais offrant 74 places de stationnement pour les automobiles.

### Desserte

#### S-Bahn Berne
La gare fait partie du réseau express régional bernois, assurant des liaisons rapides à fréquence élevée dans l'ensemble de l'agglomération bernoise, jusqu'aux cantons voisins. Elle est desservie toutes les trente minutes en alternance par les lignes S5 et S52, reliant respectivement Avenches (et Neuchâtel) à Berne et Morat à Berne.
- S5 : Avenches - Morat - Galmiz - Chiètres - Gümmenen - Rosshäusern - Berne. Les trains effectuent en gare de Chiètres un coupe-accroche avec ceux qui parcourent la branche Neuchâtel - Ins - Chiètres.

- S52 : (Payerne) - Morat - Chiètres - Gümmenen - Riedbach - Berne. Aux heures de pointe et uniquement en semaine, les trains sont prolongés entre Morat et Payerne, et effectuent une coupe-accroche à Chiètres pour desservir Ins.

#### RER Fribourg
La gare fait partie du réseau express régional fribourgeois, assurant des liaisons rapides à fréquence élevée dans l'ensemble du canton de Fribourg, jusqu'aux cantons voisins. Elle est desservie toutes les demi-heures par les lignes S20 et S21 reliant Fribourg à Neuchâtel.

#### RER Vaud
La gare fait partie du réseau RER Vaud, assurant des liaisons rapides à fréquence élevée dans l'ensemble du canton de Vaud. Elle est le point de départ pour les trains de la ligne R9, qui relient chaque heure Morat à Allaman via Payerne, Palézieux, Lausanne et Morges.
Les soirs du vendredi et du samedi, la gare est aussi intégré au réseau des RER de nuit du canton de Vaud, et est le point de départ et d’arrivée de deux trains nocturnes parcourant la ligne de la Broye entre Morat et Lausanne, après minuit.

### Intermodalité
La gare de Morat est desservie par de nombreuses lignes d'autobus des Transports publics fribourgeois parmi lesquelles les 520 reliant Morat à Gümmenen, 546 vers Courtepin, 547 en direction de Guin et de l'hôpital de Meyriez, 548 vers Gümmenen ainsi que la ligne nocturne N15 reliant Fribourg à Sugiez. Elle est de plus desservie par la ligne nocturne M18 reliant Berne à Anet, exploitée par Moonliner et Bernmobil.